# رضا أباد (إقليد)
رضا أباد (بالفارسية: رضاآباد) هي قرية تقع في Ahmadabad Rural District في إيران. يقدر عدد سكانها بـ 666 نسمة بحسب إحصاء 2016.